# American Way of Life
L'American Way of Life, o simplement American Way (estil de vida a la americana) es basa en l'individualisme, dinamisme, pragmatisme, humanisme i en el progrés, típics dels E.U.A.
El supermercat, amb els precuinats i els congelats, va ser una creació típicament nord-americana, i també els cinemes i les hamburgueseries per a automobilistes. El públic hi acudia amb uns enormes automòbils que consumien grans quantitats de benzina, aleshores molt barata. Com a residències, els anys cinquanta van posar de moda els Levittowns (William Levitt n'havia estat l'impulsor) o barris residencials d'habitatges unifamiliars per a classes mitjanes, amb esglésies, escoles i magatzems propis, que incloïen una tòpica competència pel consum entre veïns. Tot plegat un malbaratament ecològic de recursos. Tanmateix, sobre aquesta extraordinària situació econòmica, hi planaven dubtes i inseguretats derivades de l'enfrontament amb els soviètics durant la guerra freda.
Des d'un punt de vista crític (l'autocrítica i el respecte a la discrepància també és una característica d'aquesta manera d'entendre la vida), se n'assenyala el reduccionisme als valors del segment de població identificat amb les sigles WASP (blancs, anglosaxons i protestants, com van ser els primers colons de la costa Est), el consumisme i els conceptes denominats « somni americà », « religió civil americana » i « excepcionalisme americà », la creença nacionalista - jingoista en què els Estats Units són una cosa única al món, el nou « poble elegit ». La lliure empresa, el mercat lliure o el capitalisme són vistos, de forma ambivalent, com a virtuts o vicis del sistema: bé perquè permeten el ple desenvolupament de la personalitat, portant als majors graus de llibertat i eficiència ; o bé perquè expressen l'egoisme i la cobdícia que aboquen a l'explotació i la desigualtat, obligant a tots a disputar una carrera de rates (rat race).

## American Way of Life (vell sud)
Al Vell Sud rural (Old South o Dixie), la «forma de vida» que es va defensar a la guerra de Secessió (1861-1865) era oposada a la del Nord «ianqui» i industrialitzat. Igualment referida als drets i llibertats de la Revolució americana de 1776, es fonamentava en la cultura de les plantacions esclavistes i en els valors aristocràtics que es van seguir enyorant quan la derrota va fer que «se'ls emportés el vent» (expressió de Margaret Mitchell, Gone with the wind (1936). Fins i tot el concepte d'honor es diferenciava entre el Nord (vinculat a la subjecció de les emocions, la moral pietosa i l'èxit econòmic) i el Sud (vinculat a la reputació d'honestedat i integritat, força i valor marcial, domini patriarcal de família i servents, i disposició a fer servir la violència contra els desafiaments a la pròpia reputació).
| « | La primera meitat de la declaració d'Herberg encara és veritat gairebé mig segle després que es formulés per primera vegada ... [tot i que] les últimes reclamacions d'Herberg han estat severament minades, si no completament ... el materialisme ja no ha de ser justificat en termes alt-sonants . Ralf Wood. | » |

## New american way of life
El promotor immobiliari nord- americà, William Lewit, va ser la portada de la revista Time del 3 de juliol de 1950, amb el lema "En venda: una nova forma de vida". Com a president de Levitt&Sons, se'l reconeix àmpliament com el pioner o pare dels suburbis americans moderns. Va ser nomenat una de les "100 persones més influents del segle XX" de la revista Time. Durant la Segona Guerra Mundial, Levitt va servir a la Marina com a tinent als Seabees i, un cop llicenciat, va veure la necessitat d'un habitatge assequible pels veterans que tornaven a casa i, es va convertir en el pioner de la construcció de les típicas cases nord-americanes (més de 140.000). La prosperitat de la postguerra i el baby boom dels Estats Units havien creat una crisi d'habitatges assequibles.